# Burning in the Skies
Burning in the Skies är en musiksingel från det amerikanska rockbandet Linkin Park. Det är tredje singeln från deras fjärde studioalbum, A Thousand Suns.
Singeln släpptes 21 mars 2011.